# مقاطعة سونوما
مقاطعة سونوما (بالإنجليزية: Sonoma County)‏ هي إحدى مقاطعات ولاية كاليفورنيا في الولايات المتحدة الأمريكية.

## أعلام
- كيفن أوشي
- بول أوتيليني
- تشارلز إم. كوكي جونيور
- أوتو لودفيغ
- ليونارد فريمان